# Мултиа
Мултиа (фин. Multia) — община в провинции Центральная Финляндия, Финляндия. Общая площадь территории — 765,62 км², из которых 32,37 км² — вода.

## Демография
На 31 января 2011 года в общине Мултиа проживают 1888 человек: 966 мужчин и 922 женщины.
Финский язык является родным для 99,05% жителей, шведский — для 0,16%. Прочие языки являются родными для 0,79% жителей общины.
Возрастной состав населения:
- до 14 лет — 15,31%
- от 15 до 64 лет — 55,35%
- от 65 лет — 29,45%

Изменение численности населения по годам:
| Год  | Численность |
| ---- | ----------- |
| 1980 | 2633        |
| 1990 | 2407        |
| 2000 | 2153        |
| 2010 | 1890        |
| 2011 | 1888        |

## События
Мировой чемпионат по финским саням

## Люди
- Пентти Папинахо (1926-1992)
- Мирья Лехтонен (1942-2009)